# USS Thomas (DE-102)
«Томас» (англ. USS Thomas (DE-102) — військовий корабель, ескортний міноносець типу «Кеннон» військово-морських сил США за часів Другої світової війни.
«Томас» був закладений 16 січня 1943 року на верфі компанії Dravo Corporation, у Піттсбурзі, де 31 липня 1943 року корабель був спущений на воду. 21 листопада 1943 року він увійшов до складу ВМС США.
Ескортний міноносець «Томас» брав участь у бойових діях на морі в Другій світовій війні, супроводжував транспортні конвої союзників в Атлантиці. За час війни брав участь у затопленні у взаємодії з іншими протичовновими кораблями німецьких підводних човнів U-709, U-233 і U-879.
За бойові заслуги, проявлену мужність та стійкість екіпажу в боях «Томас» удостоєний чотирьох бойових зірок, нашивки за участь у бойових діях, медалей «За Європейсько-Африкансько-Близькосхідну», «За Американську кампанії» і Перемоги у Другій світовій війні.

## Історія служби
1 березня 1944 року атакою американських ескортних міноносців «Бронштейн», «Боствік» і «Томас» був знищений німецький підводний човен U-709.
5 липня південно-східніше Галіфаксу тараном, глибинними бомбами та вогнем артилерії американських есмінців «Бейкер» і «Томас» потоплений U-233.
30 квітня 1945 року німецький U-879 потоплений східніше мису Гаттерас глибинними бомбами американських патрульного фрегата «Начез» та есмінців «Коффман», «Боствік» та «Томас».